# 伏家镇
伏家镇，是中华人民共和国甘肃省陇南市徽县下辖的一个乡镇级行政单位。

## 行政区划
伏家镇下辖以下地区：
伏家镇社区、李家窑村、贺店村、架山村、河湾村、豆坪村、竹林村、中坝村、前进村、伏家镇村、硖门村、山庄村、索罗村、郭家庄村、西沟村、西厢村和李庄村。

## 特产
金徽酒：中国地理标志产品。